# 1110 км (зупинний пункт)
1110 кіломе́тр — пасажирський залізничний зупинний пункт Донецької дирекції Донецької залізниці. Розташований на сході Макіївки, Совєтський район (садово-дачні ділянки), Макіївська міська рада, Донецької області на лінії Ясинувата-Пасажирська — Кринична між станціями Макіївка-Пасажирська (2 км) та Кринична (4 км).
Через військову агресію Росії на сході Україні транспортне сполучення припинене, водночас керівництво так званих ДНР та ЛНР заявляло про запуск електропоїзда сполученням Луганськ—Ясинувата, що підтверджує сайт Яндекс.